# Erehof Raalte
Erehof Raalte is gelegen op de algemene begraafplaats van Raalte in de Nederlandse provincie Overijssel. Deze Gemenebestoorlogsgraven liggen in de zuidwesthoek van de begraafplaats. Er staan 27 stenen met daarop de volgende namen:
| Naam                          | Functie                        | Onderdeel                         | Sq              | Overleden  | Leeftijd |
| ----------------------------- | ------------------------------ | --------------------------------- | --------------- | ---------- | -------- |
| Kazimierz Jan Ardelli         | Radiotelegrafist               | Polish Forces                     | 305 Sq          | 20-06-1942 | 22       |
| John Leonard Atha             | Navigator                      | Royal Air Force Volunteer Reserve | 158 Sq          | 28-05-1943 | 27       |
| Johan Wallace Coleman         | Boordschutter                  | Royal Air Force Volunteer Reserve | 76 Sq           | 24-05-1943 | 26       |
| Alexander Cook                | Boordschutter                  | Royal Air Force Volunteer Reserve | 103 (R.A.F.) Sq | 12-06-1943 | 30       |
| Basil Robert Cripps           | Radiotelegrafist/boordschutter | Royal Air Force Volunteer Reserve | 49 Sq           | 13-06-1943 | 20       |
| Henry Arthur Crouse           | Boordschutter                  | Royal Canadian Air Force          | 76 (R.A.F.) Sq  | 24-05-1943 | 20       |
| Charles William Dudley        | Boordwerktuigkundige           | Royal Air Force Volunteer Reserve | 49 Sq           | 13-06-1943 | 20       |
| Charles Derek Erasmus         | Piloot (leider Squadron)       | Royal Air Force Volunteer Reserve | 193 Sq          | 09-03-1945 |          |
| William John Erdbeer          | Boordwerktuigkundige           | Royal Air Force Volunteer Reserve | 158 Sq          | 28-05-1943 | 22       |
| Thomas Fazakerley             | Boordschutter                  | Royal Air Force                   | 49 Sq           | 30-03-1943 | 23       |
| Alojzy Pawel Gusowski         | Piloot                         | Polish Forces                     | 305 Sq          | 20-06-1942 | 26       |
| William John Harding-Haydon   | Navigator                      | Royal Air Force Volunteer Reserve | 103 Sq          | 12-06-1943 | 20       |
| George Henderson              | Radiotelegrafist               | Royal Air Force Volunteer Reserve | 158 Sq          | 28-05-1943 |          |
| Hendryk Aleksander Jankiewicz | Navigator                      | Polish Forces                     | 305 Sq          | 20-06-1942 | 26       |
| Ernest Walter Haynes Johnson  | Bommenrichter                  | Royal Air Force Volunteer Reserve | 49 Sq           | 13-06-1943 | 19       |
| Rene Real Mantha              | Boordschutter                  | Royal Canadian Air Force          | 158 (R.A.F.) Sq | 28-05-1943 | 19       |
| Frank Arthur McNutt           | Radiotelegrafist/boordschutter | Royal Canadian Airforce           | 49 (R.A.F.) Sq  | 30-03-1043 | 23       |
| Charles Stanley Olson         | Navigator                      | Royal Air Force Volunteer Reserve | 49 Sq           | 13-06-1943 | 30       |
| James Robertson               | Boordschutter                  | Royal Air Force Volunteer Reserve | 49 Sq           | 30-03-1943 |          |
| Emrys Rusell                  | Boordschutter                  | Royal Air Force Volunteer Reserve | 103 Sq          | 12-06-1943 | 21       |
| John Simmons                  | Boordschutter                  | Royal Air Force Volunteer Reserve | 158 Sq          | 28-05-1943 | 21       |
| Marian J. Świderski           | Boordschutter                  | Polish Forces                     | 305 Sq          | 20-06-1942 | 21       |
| Reginald Arthur Tilbury       | Navigator                      | Royal Air Force Volunteer Reserve | 158 Sq          | 28-05-1943 |          |
| Reginald Watkinson            | Radiotelegrafist/boordschutter | Royal Air Force Volunteer Reserve | 103 Sq          | 12-06-1943 | 20       |
| Ian Reay Watson               | Boordschutter                  | Royal Canadian Air Force          | 1652 Conv.Unit  | 26-06-1942 | 20       |
| Lelsie Edmund Workman         | Boordschutter                  | Royal New Zealand Air Forcer      | 49 (R.A.F.) Sq  | 13-06-1943 | 29       |
| William Hubert Wyatt          | Piloot                         | Royal Canadian Air Force          | 158 (R.A.F.) Sq | 28-05-1943 | 21       |

## Geschiedenis
In de nacht van 19 op 20 juni 1942 was een Wellingtonbommenwerper, de Z8339 van het 305e Squadron, op missie naar Noord-Duitsland. Op de terugweg in de buurt van Raalte werd het vliegtuig aangevallen door een Duitse nachtjager. Het toestel stortte rond half drie 's nachts neer op ca. 5 km ten zuidoosten van Raalte. Vier bemanningsleden overleefden de crash niet. Zij werden begraven op de begraafplaats van Raalte. Eén lid van de bemanning overleefde de crash, luitenant S. Madejcztk. Hij geraakte in krijgsgevangenschap.
Op 24 mei 1943 werd een Halifax, de DK 169 van het 76e Squadron, tijdens zijn missie geraakt door de Duitse luchtafweer. Daarbij werd het hoogteroer ernstig beschadigd. Tezamen met zijn boordwerktuigkundige wist de piloot de bommenwerper buiten het bereik van de luchtafweer te brengen. Even later werd de aangeschoten bommenwerper echter aangevallen door een nachtjager, waarbij de twee boordschutters gedood werden. Het toestel stortte neer bij Broekland. De twee boordschutters werden begraven op de algemene begraafplaats in Raalte. De overige bemanningsleden werden krijgsgevangen gemaakt.
In de nacht van 28 mei 1943 werd een Halifax II, de HR 775 van het 158e Squadron, door een Duitse nachtjager aangevallen en neergeschoten, de bommenwerper stortte neer tussen Nieuw Heeten en Okkenbroek, 3 km ten zuiden van Raalte. De 6 bemanningsleden kwamen allen om het leven en werden begraven op de algemene begraafplaats Raalte.
Op 12 juni 1943 werd een Lancasterbommenwerper, de ED 914 van het 103e Squadron, aangevallen door een nachtjager. Bij Heeten in de provincie Overijssel stortte het vliegtuig neer. Vier bemanningsleden kwamen om het leven, drie werden krijgsgevangen gemaakt. De vier om het leven gekomen bemanningsleden werden begraven op de algemene begraafplaats van Raalte.
Op 13 juni 1943, dus een dag later, stortte een Lancasterbommenwerper, de ED584 van het 49e Squadron, met een enorme klap neer op het land van de heer Duteweerd in Mariënheem. Alle bemanningsleden kwamen daarbij om. Vijf bemanningsleden liggen begraven op de algemene begraafplaats van Raalte. Twee bemanningsleden zijn nimmer teruggevonden.
In de nacht van 29 op 30 maart 1943 nam een Lancasterbommenwerper, de ED435 van het 49e Squadron, deel aan een missie naar Berlijn. Boven het doelengebied werd de bommenwerper geraakt door de Duitse luchtafweer en raakte hij onbestuurbaar. Enkele bemanningsleden verlieten het toestel per parachute, maar even later kreeg de bemanning het vliegtuig toch weer onder controle. Boven Overijssel werd het al aangeschoten toestel aangevallen door een Duitse nachtjager. Om 04.27 uur stortte het toestel bij Heeten in de provincie Overijssel neer. Twee bemanningsleden kwamen bij de crash om het leven. Zij werden begraven op de algemene begraafplaats van Raalte. De overige bemanningsleden werden uiteindelijk krijgsgevangen gemaakt.
Op 9 maart 1945 stortte een Hawker Typhoon, de RB 381 van het 193e Squadron, neer in de buurt van de spoorlijn nabij Raalte. De piloot kwam daarbij om het leven. Hij werd begraven op de algemene begraafplaats van Raalte.